# Uckermärker
Uckermärker je velké německé plemeno masného skotu, které vzniklo v 70. letech 20. století systematickým křížením strakatého skotu a charolais a selekcí vzniklých zvířat na výraznou masnou užitkovost. Uznáno bylo v roce 1992.
Je to plemeno velkého tělesného rámce, zvířata jsou robustní, dlouhého formátu, s velkou šířkou i hloubkou těla. Plece, hřbet, bedra i kýty jsou dobře osvalené. Plemeno je v současnosti šlechtěné na bezrohost. Zbarvení je celotělové bílé až krémové nebo strakaté v odstínech od světle žluté až po červenohnědou.
Krávy vynikají dobrými mateřskými vlastnostmi a mléčností, porodní hmotnost býčků činí 45 kg, jaloviček 40 kg. Telení je snadné. Telata rychle rostou a zvířata se dají vykrmovat i do vyšších porážkových hmotností, aniž by tučněla. U  mladých býků dosahuje průměrný denní přírůstek 1400 g. Jatečná výtěžnost je vysoká.
Původní oblastí chovu je Ukerská marka, krajina kolem řek Uecker a Randow na severovýchodě Brandenburska.